# Ji Hyun-woo
Ji Hyun-woo, pseudonimo di Joo Hyung-tae (지현우?, 주형태?; Seul, 29 novembre 1984), è un attore e musicista sudcoreano.
È stato il chitarrista della band indie The Nuts ed è noto per il suo ruolo principale nella serie tv Queen and I (2012).

## Biografia
Ji Hyun-woo nasce il 29 Novembre 1984 a Seong-dong gu, Seul. È il più giovane di due fratelli. Suo fratello, Yoon-chae (윤채), è un noto pianista e produttore musicale. Ji ricorda che la sua infanzia l'ha passata maggiormente a suonare la chitarra, fino a otto ore al giorno, mentre suo fratello si esercitava al piano proprio perché il padre desiderava che in un futuro diventassero famosi.

## Carriera

### 2003-2012: formazione e crescita
Ji Hyun-woo ha fatto ufficialmente il suo debutto come attore nel 2003. La sua popolarità è aumentata nel 2004 con il dramma You Will Know, e il film Old Miss Diary . È stato nominato " Nation's Little Brother" per via della sua popolarità.
Oltre a recitare, Ji è anche un musicista di talento. Ha iniziato come turnista per il secondo album della band coreana Moonchild. Nel 2004, insieme a Park Joon-shik (voce) e Kim Hyun-joong (basso) ha formato la rock band The Nuts.
Nel 2005 ha interpretato Danny Zuko in una messa in scena coreana del musical Grease. Ha anche contribuito alle colonne sonore di molti dei suoi film e serie televisive. Lo stesso anno, è diventato conduttore del programma musicale Music Bank .
Nel 2006 ha fatto il suo debutto sul grande schermo nel film Fly High.
E ha continuato ha continuato a recitare per altri progetti, tra cui drammi televisivi come Golden Apple (2005), Over the Rainbow (2006), Merry Mary (2007), My Sweet Seoul (2008), My Precious You (2008), Invincible Lee Pyung Kang (2009), Becoming a Billionaire (2010), e A Thousand Kisses (2011). È anche apparso nei film Attack the Gas Station 2 (2009), e Mr. Idol (2011).
Nel 2011 ha pubblicato il suo primo singolo da solista Crescendo, che comprende tre canzoni che ha scritto e composto personalmente e prodotto da suo fratello.
È stato uno dei conduttori della seconda stagione di Invincible Youth, un programma basato su membri popolari di girl band che vivono nella campagna rurale della Corea.
Nel 2012, ha recitato nel romanzo fantasy Queen and I in onda sul canale tvN, in cui interpretava uno studioso della dinastia Joseon che viaggia nel tempo e che si innamora di un'attrice nel XXI secolo (interpretata da Yoo In-na).

### 2012-2014: servizio militare
Ji si è arruolato per il servizio militare obbligatorio il 7 agosto 2012, con la 102ª forza di riserva di Chuncheon. Si doveva arruolare a luglio, ma è stato rimandato di un mese a causa di un infortunio alla schiena subito durante le riprese di Queen and I.
Nel gennaio 2013, ha recitato nel musical militare The Promise. È stato coprodotto dal Ministero della Difesa Nazionale e dalla Korea Musical Theatre Association, per commemorare il 60 ° anniversario dalla firma dell'armistizio. Lo spettacolo è andato in scena dal 9 al 20 gennaio, al Teatro Nazionale della Corea, il musical narra la storia di un gruppo di soldati che mantiene una promessa fatta l'un l'altro durante la guerra di Corea.
È stato congedato il 6 maggio 2014.

### 2014-2019: ritorno in scena
Per il suo primo progetto dopo il militare, è stato scelto come personaggio principale nella serie Trot Lovers dove interpreta un geniale cantautore che aiuta la protagonista a diventare una cantante trot nonostante la sua avversione per il genere musicale. Nel 2015 ha lavorato nel dramma Angry Mom impersonando un insegnante che aiuta una casalinga mascherata da studentessa delle superiori a porre fine alla violenza scolastica. Il punto di svolta nella sua carriera arriva quando viene preso come protagonista della serie acclamata dalla critica Songgot: The Piercer, un adattamento webtoon che affronta il tema dell'ingiustizia dei licenziamenti collettivi.
Nel 2016, ha firmato con Dream Tea Entertainment. E successivamente ha recitato nel thriller Wanted .
Nel 2017, ha recitato nel dramma Bad Thief, Good Thief insieme a Seohyun.
Nel 2018, ha recitato in True Fiction, una black comedy che ironizza sui politici. Lo stesso anno, ha lavorato nel dramma medico Risky Romance .
Nel 2019, recita nel melodramma Love in Sadness .
Nell'ottobre 2019, Ji Hyun-woo ha cambiato la sua agenzia da Dream T Entertainment a Lion Heart Entertainment per perseguire la sua carriera sia di recitazione che musicale.

### 2020-presente: proseguimento della carriera
Ji Hyun-woo diventa il leader, cantante e chitarrista della band 사거리 그 오빠 (SGO). E nel gennaio 2020 pubblicano il primo mini album.
Successivamente, ha girato il film "Everglow" prodotto da Myung Film. Ed è stato proiettato al BIFF 2020. Nell'agosto dello stesso anno, è apparso nel dramma "Lonely Enough to Love".
Durante la pandemia Covid-19 la band termina il contratto con la Lion Heart Entertainment, nonostante ciò Ji Hyun-woo rimane nell'agenzia come attore.
Il 10 febbraio 2021 è stato pubblicato il nuovo singolo della band SGO 'Freesia'. L'album e anche il video musicale sono stati prodotti da loro stessi.
Il 30 aprile 2021, i SGO hanno pubblicato il secondo singolo "You Are so beautiful". Il 10 maggio 2021, hanno aperto un canale YouTube e un account Instagram per promuovere la propria musica da soli.

## Vita privata

### 2012-2014
Alla conferenza stampa per l'ultimo episodio di Queen and I il 7 giugno 2012, Ji ha rilasciato una dichiarazione pubblica inaspettata dove afferma: "Volevo fare questa confessione di fronte ai fan che hanno apprezzato il nostro dramma. Amo veramente Yoo In-na." Dopo giorni di pazzia mediatica e supposizioni, la coppia è stata avvistata il 17 giugno 2012. Yoo ha confermato la loro relazione nel suo programma radiofonico il 18 giugno 2012, dicendo che i due avevano sviluppato sentimenti l'uno per l'altra durante le riprese del dramma. Il 14 maggio 2014, le rispettive agenzie hanno confermato in un comunicato stampa che la coppia si era lasciata.

### 2014 - presente
Secondo la recente intervista nel programma radiofonico 'Choi hwa-jung's power time' nel febbraio 2020, ha rivelato di non vedere nessuno da diversi anni, e che quindi il testo e la melodia della sua nuova canzone "Waiting for you" non è dedicata a nessuno in particolare.

## Filmografia

### Serie televisive
- 2002 - School Stories
- 2003 - Merry Go Round (회전목마)
- 2004 - If You Only Knew (알게될거야)
- 2004 - Old Miss Diary (올드미스 다이어리)
- 2005 - Banjun Drama "My Heart Goes Pit-a-Pat" (대결! 반전 드라마)
- 2005 - Banjun Drama "Bad Student" (대결! 반전 드라마)
- 2005 - Golden Apple (황금사과)
- 2006 - Over the Rainbow (오버 더 레인보우)
- 2007 - Merry Mary (메리대구 공방전)
- 2008 - My Sweet Seoul (달콤한 나의 도시)
- 2008 - My Precious You (내 사랑 금지옥엽)
- 2009 - Invincible Lee Pyung Kang (천하무적 이평강)
- 2009 - Becoming a Billionaire (부자의 탄생)
- 2011 - A Thousand Kisses (천번의 입맞춤)
- 2012 - Queen and I (인현왕후의 남자)
- 2014 - Trot Lovers (트로트의)
- 2015 - Angry Mom (앵그리맘)
- 2015 - Songgot: The Piercer (송곳)
- 2016 - Wanted  (원티드)
- 2017 - Bad Thief, Good Thief (도둑놈, 도둑님)
- 2018 - Risky Romance (사생결단 로맨스)
- 2019 - Love in Sadness (슬플 때 사랑한다)
- 2020 - Lovely Enough to Love (연애는 귀찮지만 외로운 건 싫어!)

### Film
- 2004 - The Hotel Venus (호텔 금성)
- 2006 - Fly High (사랑하니까, 괜찮아)
- 2006 - Old Miss Diary - Movie (올드미스 다이어리)
- 2009 - Attack the Gas Station 2 (주유소 습격사건 2)
- 2011 - Mr. Idol (Mr. 아이돌)
- 2018 - True Fiction (살인소설)
- 2020 - Everglow (빛나는 순간)

### Show televisivi
- 2003 - 요리조리팡팡
- 2005 - Music Bank (뮤직뱅크)
- 2008 - I Love Movie
- 2011 - Invincible Youth Season 2 (청춘불패2)

### Programma radiofonico
- 2007 - Our Happy Days of Youth with Ji Hyun-woo
- 2008 - Mr. Radio with Lee Hoon and Ji Hyun-woo

## Teatro
- 2005 - Grease
- 2013 - The Promise
- 2014 - Kinky Boots

## Discografia

### The Nuts
Album
1. The Nuts (2004)
2. Whispers of Love (2006)
3. Could've Been (2008)
4. Crazy Love (2008)
5. Truth J (2009)

Singoli
1. 추억여행 "Travel Memories" (2007)
2. 졸업여행 "Graduation Trip" (2008)
3. 바다에 입맞춤 "Kissing in the Sea" (2009)

Compilation
1. 2008 Ivy Mega Mix Single Collection Vol.1

### Solista
Cast recording
1. Grease (musical, 2005)

Colonna sonora
1. Ji Hyun-woo's Love Letter (2006)
  1. 외눈박이 물고기
  2. 애인을 구합니다
2. 눈물의 크리스마스 "Christmas Tears" (duet with Park Joon-shik, from Old Miss Diary – Movie OST, 2006)
3. "One&One" (from Merry Mary OST, 2007)
4. 달콤한 나의 도시 "My Sweet City" (from My Sweet Seoul OST, 2008)
5. 본능적으로 "Instinctively" (from tvN Show Show Show Part 1, 2011)
6. 하루종일 "All Day" (from Trot Lovers OST, 2014)

Singoli
1. Crescendo (2011)
  1. 아기 코끼리 "Baby Elephant"
  2. 좋은 중독 "Good Addiction"
  3. 아이야 "Kid"

### SGO (사거리 그오빠)
Mini album
1. NEWS (2020)[51]
  1. Make up "화장"
  2. Waiting for you "누가 나 좀"[52]
  3. Lie "거짓말"
  4. La ventana "창문"

Singoli
Freesia (2021)
1. Freesia
2. Freesia (Inst.)

You Are So Beautiful (2021)
1. You Are so Beautiful
2. You Are so Beautiful (Inst.)

## Riconoscimenti
| Anno | Premio                               | Categoria                                                        | Ricevente                 | Risultato       |
| ---- | ------------------------------------ | ---------------------------------------------------------------- | ------------------------- | --------------- |
| 2005 | KBS Entertainment Awards             | Netizen Award, Popolarità                                        | Old Miss Diary            | Vincitore/trice |
| 2006 | MBC Drama Awards                     | PD Award                                                         | Over the Rainbow          | Vincitore/trice |
| 2006 | KBS Drama Awards                     | Miglior nuovo attore                                             | Golden Apple              | Vincitore/trice |
| 2007 | Korean Entertainment and Arts Awards | Miglior Presentatore Maschile Radio                              | Our Happy Days of Youth   | Vincitore/trice |
| 2007 | MBC Drama Awards                     | Miglior coppia con Lee Ha-na                                     | Merry Mary                | Candidato/a     |
| 2008 | SBS Drama Awards                     | Excellence Award, Attore in un Drama Speciale                    | My Sweet Seoul            | Candidato/a     |
| 2008 | SBS Drama Awards                     | Miglior coppia con Choi Kang-hee                                 | My Sweet Seoul            | Candidato/a     |
| 2008 | SBS Drama Awards                     | Nuova stella                                                     | My Sweet Seoul            | Vincitore/trice |
| 2008 | KBS Drama Awards                     | Excellence Award, Attore in un Serial Drama                      | My Precious You           | Candidato/a     |
| 2009 | KBS Drama Awards                     | Excellence Award, Attore in una Miniserie                        | Invincible Lee Pyung Kang | Candidato/a     |
| 2010 | KBS Drama Awards                     | Excellence Award, Attore in un Drama medio-lungo                 | Becoming a Billionaire    | Candidato/a     |
| 2011 | MBC Drama Awards                     | Excellence Award, Attore in un Serial Drama                      | A Thousand Kisses         | Vincitore/trice |
| 2014 | APAN Star Awards                     | Miglior Vestito                                                  | N.D.                      | Vincitore/trice |
| 2015 | Korea Lifestyle Awards               | Miglior Stile                                                    | N.D.                      | Vincitore/trice |
| 2015 | JTBC Life Awards                     | Miglior Attore                                                   | Songgot: The Piercer      | Vincitore/trice |
| 2017 | MBC Drama Awards                     | Top Excellence Award, Attore in un Weekend Drama                 | Bad Thief, Good Thief     | Candidato/a     |
| 2018 | MBC Drama Awards                     | Top Excellence Award, Attore in una Miniserie del Lunedì-Martedì | Risky Romance             | Candidato/a     |
| 2019 | MBC Drama Awards                     | Top Excellence Award, Attore in un Weekend/Daily Drama           | Love in Sadness           | Candidato/a     |